# Morannes sur Sarthe-Daumeray
Morannes sur Sarthe-Daumeray is een gemeente in het Franse departement Maine-et-Loire (regio Pays de la Loire). De plaats maakt deel uit van het arrondissement Angers. Morannes sur Sarthe-Daumeray is op 1 januari 2017 ontstaan door de fusie van de gemeenten Daumeray en Morannes-sur-Sarthe. De gemeente telde 3.694 inwoners op 1 januari 2022.

## Geografie
De oppervlakte van Morannes sur Sarthe-Daumeray bedroeg op 1 januari 2022 87,88 vierkante kilometer; de bevolkingsdichtheid was toen 42 inwoners per km².
1. 1 2  Populations de référence 2022.